# Нелиш (гмина)
Гмина Нелиш (пол. Gmina Nielisz) — сельская гмина (волость) в Польше, входит как административная единица в Замойский повет, Люблинское воеводство. Население — 6086 человек (на 2004 год). Административный центр гмины — деревня Нелиш.

## Деревни, входящие в гмину Нелиш
- Дешковице-Колония (Deszkowice-Kolonia)
- Великая Грушка (Gruszka Duża)
- Великая Грушка-Колония (Gruszka Duża-Kolonia)
- Первая Малая Грушка (Gruszka Mała Pierwsza)
- Вторая Малая Грушка (Gruszka Mała Druga)
- Колония Емска (Kolonia Emska); Крзак(Krzak)
- Навуз (Nawóz); Нелиш (Nielisz)
- Руске-Пяски (Ruskie Piaski)
- Став Ноаковский (Staw Noakowski)
- Став Ноаковский-Колония (Staw Noakowski-Kolonia)
- Став Уяздовский (Staw Ujazdowski)
- Став Уяздовский-Колония (Staw Ujazdowski-Kolonia)
- Великое Средне (Średnie Duże)
- Малое Средне (Średnie Małe)
- Уяздув (Ujazdów)
- Волка Нелиска (Wólka Nieliska)
- Волка Злоецка(Wólka Złojecka)
- Замшаны (Zamszany)
- Зарудзе (Zarudzie)
- Злоец (Złojec)
- Кшак (Krzak)

## Соседние гмины
1. Гмина Избица
2. Гмина Рудник
3. Гмина Стары-Замость
4. Гмина Сулув
5. Гмина Щебжешин
6. Гмина Замость